# 790年
| 千纪： | 1千纪                                                                                           |
| 世纪： | 7世纪 \| 8世纪 \| 9世纪                                                                         |
| 年代： | 760年代 \| 770年代 \| 780年代 \| 790年代 \| 800年代 \| 810年代 \| 820年代                       |
| 年份： | 785年 \| 786年 \| 787年 \| 788年 \| 789年 \| 790年 \| 791年 \| 792年 \| 793年 \| 794年 \| 795年 |
| 纪年： | 庚午年（马年）；唐貞元六年；南诏上元七年；日本延曆九年；渤海国大興五十三年                      |

## 大事记
- 吐蕃占據北庭都護府與安西都護府。
- 回紇援軍與吐蕃初戰失利，又不斷勒索庭州（即北庭都護府，今新疆吉木薩爾），州人舉城降于吐蕃。
- 愛爾蘭僧侶發現冰島。

## 出生
- 李贺－唐朝诗人。
- 張保皐－新罗官员。
- 拉米羅一世 (阿斯圖里亞斯)－阿斯圖里亞斯国王。

## 逝世
- 司空曙
- 忠貞可汗
- 石头希迁
- 萧妃 (唐顺宗)
- 藤原乙牟漏
- 郜國公主
- 释无际
- 高野新笠
- 鮑防